# Überkompensation
Allgemein versteht man unter Überkompensation einen Ausgleich (Kompensation), der höher ist als die Differenz zum Normalzustand und somit „übers Ziel hinausschießt“. Häufig wird der Begriff in der Psychologie angewandt. Ein ähnliches Phänomen in der Sprache ist die Hyperkorrektur.

## Psychologie
Mit Überkompensation wird nach Alfred Adler der übersteigerte Ausgleich körperlicher, geistiger, charakterlicher oder sozialer Mängel als eine Reaktion auf Minderwertigkeitskomplexe bezeichnet. Adler sah drei Bedingungen, die dazu führen können, dass die Kompensation über das Ziel hinausschießt und zur Überkompensation wird. Dies sind die Schranken der Kultur, die Ankettung des dominierenden Überbaus an andere psychische Felder (visueller Überbau an den akustischen usw.) und die Hinfälligkeit der Kompensationen. Als Beispiele nannte Adler: das Genie, Minderwertigkeiten beim Sehapparat von Dichtern und Malern, Organminderwertigkeiten wie Stottern bei Rednern, Schauspielern und Sängern, Ohrenleiden bei Musikern. Der Begriff ist in der Individualpsychologie etabliert.
Mögliche Ursachen werden in der kindlichen Fehlentwicklung gesehen: Kleinkinder erleben sich selbst als unbeholfen und abhängig von ihren Eltern. In seiner nach oben verlaufenden Entwicklung strebe das Kind danach, diese Minderwertigkeitsgefühle durch die Ausbildung eigener Fähigkeiten auszugleichen – mit der Folge, dass sich dann ein Gleichgewicht zwischen Ichbetonung und Gemeinschaftsintegration einstellt. Kann das Gleichgewicht nicht hergestellt werden oder fühlt es sich weiterhin unterlegen, wird es versuchen, dieses mit Überkompensation zu erreichen.
Als Erziehungsfehler erweisen sich zum einen übertriebene Behütung und zum anderen vom Kind nicht nachvollziehbare harte Maßnahmen, wie beispielsweise ungerechtfertigte Strafen oder Vernachlässigung, rigorose Unterdrückung bzw. Versagung von Wünschen und überzogene Erwartungshaltungen in Form von Projektionen eigener Wünsche der Erwachsenen. Diese können zu einem gestörten Eltern-Kind-Verhältnis und daraus resultierend zu einem ungelösten Gemeinschaftsgefühl führen. Dieses belastete Gemeinschaftsgefühl wiederum führt aufgrund der erhöhten Anforderungen durch die Umgebung zu einer Überbetonung des Ichs und damit zur Überkompensation der Minderwertigkeitsgefühle. In Verbindung mit einem komplexbeladenen Machtstreben oder Geltungssucht können sich die Minderwertigkeitsgefühle bis zur „Profilneurose“ steigern. Dieses Verhalten setzt häufig zeitversetzt zu der oder den eigentlichen Ursachen ein, sodass es für die Person in der Regel unkontrollierbar und der eigenen bewussten Wahrnehmung entzogen bleibt. Hier können dann therapeutische Aufarbeitungsmaßnahmen mit dem Ziel der Beruhigung ansetzen und die nervösen Tendenzen ausgleichen.

## Finanzen
Eine Überkompensation entsteht, wenn die Einsparung bei der Einkommensteuer durch die Anrechnung der Gewerbesteuer höher ist als die tatsächlich gezahlte Gewerbesteuer.

## Sport
Das in der Sportwissenschaft auch Superkompensation genannte Prinzip der Überkompensation besagt, dass der Körper nach einer Trainingsbelastung nicht nur die Bereitschaft zur Erbringung des gleichen Leistungsniveaus wiederherstellt, sondern im Verlaufe der Erholung (Regeneration) die Leistungsfähigkeit über das ursprüngliche Niveau hinaus steigert.

## Elektrotechnik
Zur Überkompensation kommt es, wenn die durch Kompensation gebildete kapazitive (bzw. induktive) Blindleistung größer ist als die benötigte induktive (kapazitive) Blindleistung.